# Fondation Roi Albert Ier
Ne doit pas être confondu avec Fondation Albert Ier.
La fondation Roi Albert Ier (King Albert I Memorial Foundation) est une fondation suisse créée à Saint-Moritz en 1993 par Walter Amstutz en souvenir du roi des Belges Albert Ier. La fondation attribue tous les deux ans le prix Albert Mountain Award à des personnes ou institutions qui se sont distinguées au service de la connaissance et de la préservation de la montagne et des montagnards partout dans le monde.
Le prix récompense des alpinistes, des géographes, des géologues, des photographes ou des écrivains qui se consacrent au monde montagnard, des spécialistes de la médecine de haute montagne, des chercheurs et des promoteurs de la conservation de la nature en montagne, etc.
Depuis 1993, plus de 50 lauréats ont été récompensés.